# 葉金塗
葉金塗（1882年—1946年10月22日），臺灣清治時期大加蚋堡牛埔庄人，1900年代前往大稻埕從事海產貿易，並於大稻埕媽祖宮後街（今民生西路）開設「金泰亨商行」，其後投入鳳梨罐頭製造行業成立「泰芳商會」，以生產鳳梨罐頭致富成為大稻埕富商，有「鳳梨王」之稱。

## 生平

### 初入商場
葉金塗家族世居臺北大稻埕，原本承繼祖業以務農為生並經營金泰亨商行（現保安街11號址）。1911年（明治44年）葉金塗與幾位友人創立泰芳商會，在家中開始製造鳳梨罐頭，以「雙鹿」、「雙獅」為商標。

### 商場生涯
1918年（大正7年），葉金塗在大加蚋堡牛埔庄創立「泰芳鳳梨工場」，即「泰芳商會鳳梨罐詰臺北第一工場」前身，地址位於當時的臺北市宮前町141番地。除臺北外，葉金塗陸續在員林、鳳山、大樹等地興建工場， 鼎盛時期在全臺有鳳梨罐頭工場六座。葉金塗同時經營海產物、畜產業，兼任「日新町家畜會社」代表以及「昭和家畜會社」代表，1922年（大正11年）與鄭根木、蔡受三、楊萬賜、小川監二等人共同創設「臺灣義成家畜株式會社」，另與人合資成立「臺北會館株式會社」，在太平町4丁目90番地興建占地150坪的「臺北會館」，採百貨公司的模式經營，一樓以分租的方式出租予各店家、二樓為酒場、三樓為舞場、四樓為娛樂機關室。

### 修建屋邸
1926年（昭和元年），葉金塗在臺北市日新町3丁目77番地（今重慶北路2段172號）斥資15萬圓興建一棟三層樓高的洋樓作為家屋及店面使用，建築工程由陳烏九承包，1927年（昭和2年）落成時，《臺灣日日新報》曾讚許為「本島人建築術一大進步」。

### 擴充版圖
葉金塗在大樹庄有三間泰芳商會鳳梨罐詰工場，其中位在九曲堂的泰芳商會第3、4鳳梨罐詰工場今日位於高雄市大樹區久堂里復興街勝利巷18、20、22、24號，建物興建於1925年（大正14年），為目前所知臺灣僅存的日本時代鳳梨罐頭工場，1927年（昭和2年）因鳳梨罐頭製造由東洋製罐壟斷，葉金塗與林李君、林兩、義泉罐詰株式會社等發起聚集臺灣本島的製罐業者，為制衡東洋製罐，籌資60萬從海外購置機械欲成立製罐株式會社。1930年（昭和5年）在檨子腳207番地興建第5工場。三座工場交由其子葉添木管理，葉金塗將事業版圖擴及日本本島，葉添木派駐日本經營銷售管道。

### 晚期生涯
1931年（昭和6年）由東洋製罐系統主張的「販買統制」（統一由會社販售）獲得多數支持，由各工廠共同組成「臺灣鳳梨罐詰共同販賣株式會社」，鳳梨製罐界幾位重要人士包含楊宗城、辜顯榮、黃清廷、阿辻廣、橋本安博、星野直太郎等皆在其中擔任重役（董事），當時葉金塗要求由其子葉添木擔任鳳梨共販會社的支配人或常務取締役引起日商及部分臺商不滿，並且葉金塗對組織內的「特例組」也有異議，導致各重役為此苦惱良久，最終由辜顯榮當選社長。1934年（昭和9年），葉添木因病在神戶去世，大樹庄的三間工場改由葉添木長子葉炳煌經營。
1935年（昭和10年）由臺灣合同鳳梨株式會社合併了全臺的鳳梨罐頭工場，在當時民間工場業者若不加入成為股東，便是退出鳳梨製罐業，葉金塗因此加入合同會社成為股東之一。同年，時年56歲的葉金塗遭指控涉嫌詐取臺灣合同鳳梨株式會社兩萬餘圓，當時報導稱檢調搜索其住宅後搜出重大事證，怕其湮滅證據還趕赴高雄扣押相關事證，包括數名臺灣合同鳳梨株式會社幹部、相關官員也連同被調查。由於無法繼續製造鳳梨罐頭，葉金塗於1936年（昭和11年）在臺北州新莊郡鷺洲庄設立「泰和商會第一工場」，改為製造芒果、蕃茄等其他非管控性質原料的罐頭。1938年（昭和13年）葉金塗三子葉登貴在臺南州嘉義市豪斗坑設置泰和商會第二工場，從事芒果罐頭製造。

### 辭世
1946年（民國35年）葉金塗辭世，享壽65歲，於該年10月26日正午在自宅舉殯，其喪禮中由家屬堆疊鳳梨罐頭成塔作為祭品，成為臺灣傳統喪禮常見的罐頭塔由來。葉金塗歿後，其子女移民海外、宅邸出租予他人營業。